# Lebreil
Lebreil est une ancienne commune française située dans le département du Lot, en région Midi-Pyrénées, devenue, le 1er janvier 2016, une composante de la commune nouvelle de Montcuq-en-Quercy-Blanc.

## Géographie

### Description
Village situé dans la vallée de la Barguelonnette.

### Communes limitrophes
Lebreil est limitrophe du département de Tarn-et-Garonne.
|                                      | Sainte-Croix (Montcuq-en-Quercy-Blanc) |                                   |
| Valprionde (Montcuq-en-Quercy-Blanc) | Lebreil                                | Montcuq (Montcuq-en-Quercy-Blanc) |
| Bouloc-en-Quercy (Tarn-et-Garonne)   | Sainte-Juliette (Tarn-et-Garonne)      | Montlauzun                        |

## Toponymie
Le toponyme Lebreil est basé sur le mot occitan bruòlh ou bruèlh qui désigne un bouquet d'arbres, de jeunes bois ou taillis, au bord d'un cours d'eau boisé. bruòlh est issu du gaulois brogilos latinisé en brogilum.

## Histoire
Fusion de communes
Dans un contexte de baisse des dotations de l'État, et afin d'obtenir le maintien de la DGF, de réaliser des économies, de mutualiser les moyens, tout en gardant une certaine autonomie aux anciennes communes, les communes de Belmontet, Lebreil, Montcuq, Sainte-Croix et Valprionde décident de fusionner pour former la commune nouvelle de Montcuq-en-Quercy-Blanc.
Celle-ci est créée le 1er janvier 2016, entraînant la transformation des cinq anciennes communes en « communes déléguées » dont la création a été décidée par un arrêté préfectoral du 20 octobre 2015,.
Le fonctionnement des mairies annexes ayant été suspendu depuis avril 2019, si ce n'est pour l'enregistrement des actes d'état-civil et afin de résuire les frais de fonctionnement de la structure, le conseil municipal du 26 mai 2020, après avoir réélu le maire sortant après les élections municipales de 2020 dans le Lot, a décidé de supprimer les communes déléguées de Montcuq, Lebreil, Sainte-Croix, Valprionde et Belmontet pour ne plus faire qu’une seule entité territoriale : Montcuq-en-Quercy-Blanc.
.

## Politique et administration
| Période                                  | Période       | Identité               | Étiquette | Qualité |
| ---------------------------------------- | ------------- | ---------------------- | --------- | ------- |
| Les données manquantes sont à compléter. |               |                        |           |         |
| 1802                                     | 1809          | Lacombe                |           |         |
| 1809                                     | 1840          | Jean-baptiste Albugues |           |         |
| 1840                                     | 1848          | Jean-pierre Mauroux    |           |         |
| 1848                                     | 1860          | Jean-baptiste Mourgues |           |         |
| 1860                                     | 1863          | Jean Lacombe           |           |         |
| 1864                                     | 1865          | Antoine Lacombe        |           |         |
| 1865                                     | 1868          | Jean-baptiste Lapinet  |           |         |
| 1868                                     | 1871          | Jean Taurand           |           |         |
| 02.1871                                  | 05.1871       | Jean-baptiste Mourgues |           |         |
| 1871                                     | 1877          | Jean Castagne          |           |         |
| 1877                                     | 1877          | Jean-baptiste Lapinet  |           |         |
| 1877                                     | 1886          | Jean Castagne          |           |         |
| 1886                                     | 1889          | Joseph Cambou          |           |         |
| 1889                                     | 1901          | Célestin Pax           |           |         |
| 2001                                     | décembre 2015 | Bernard Roux           |           |         |

## Démographie
L'évolution du nombre d'habitants est connue à travers les recensements de la population effectués dans la commune depuis 1793. À partir du 1er janvier 2009, les populations légales des communes sont publiées annuellement dans le cadre d'un recensement qui repose désormais sur une collecte d'information annuelle, concernant successivement tous les territoires communaux au cours d'une période de cinq ans. 
Pour les communes de moins de 10 000 habitants, une enquête de recensement portant sur toute la population est réalisée tous les cinq ans, les populations légales des années intermédiaires étant quant à elles estimées par interpolation ou extrapolation. Pour la commune, le premier recensement exhaustif entrant dans le cadre du nouveau dispositif a été réalisé en 2007,.
En 2013, la commune comptait 178 habitants, en évolution de +18,67 % par rapport à 2008 (Lot : +0,05 %, France hors Mayotte : +2,49 %).
| 1793 | 1800 | 1806 | 1821 | 1831 | 1836 | 1841 | 1846 | 1851 |
| ---- | ---- | ---- | ---- | ---- | ---- | ---- | ---- | ---- |
| 561  | 517  | 539  | 532  | 532  | 517  | 477  | 467  | 478  |

| 1856 | 1861 | 1866 | 1872 | 1876 | 1881 | 1886 | 1891 | 1896 |
| ---- | ---- | ---- | ---- | ---- | ---- | ---- | ---- | ---- |
| 480  | 462  | 418  | 386  | 360  | 351  | 324  | 308  | 291  |

| 1901 | 1906 | 1911 | 1921 | 1926 | 1931 | 1936 | 1946 | 1954 |
| ---- | ---- | ---- | ---- | ---- | ---- | ---- | ---- | ---- |
| 264  | 245  | 250  | 218  | 232  | 204  | 206  | 191  | 190  |

| 1962 | 1968 | 1975 | 1982 | 1990 | 1999 | 2007 | 2012 | 2013 |
| ---- | ---- | ---- | ---- | ---- | ---- | ---- | ---- | ---- |
| 182  | 179  | 170  | 151  | 124  | 131  | 146  | 174  | 178  |

## Économie
Viticulture lieu de production du Cahors (AOC).